# حمام الشاه ركن الدين
حمام الشاه ركن الدين (بالفارسية: حمام شاه رکن‌الدین) هو حمام تاريخي يعود إلى السلالة الصفوية، ويقع في دزفول.

## معرض صور

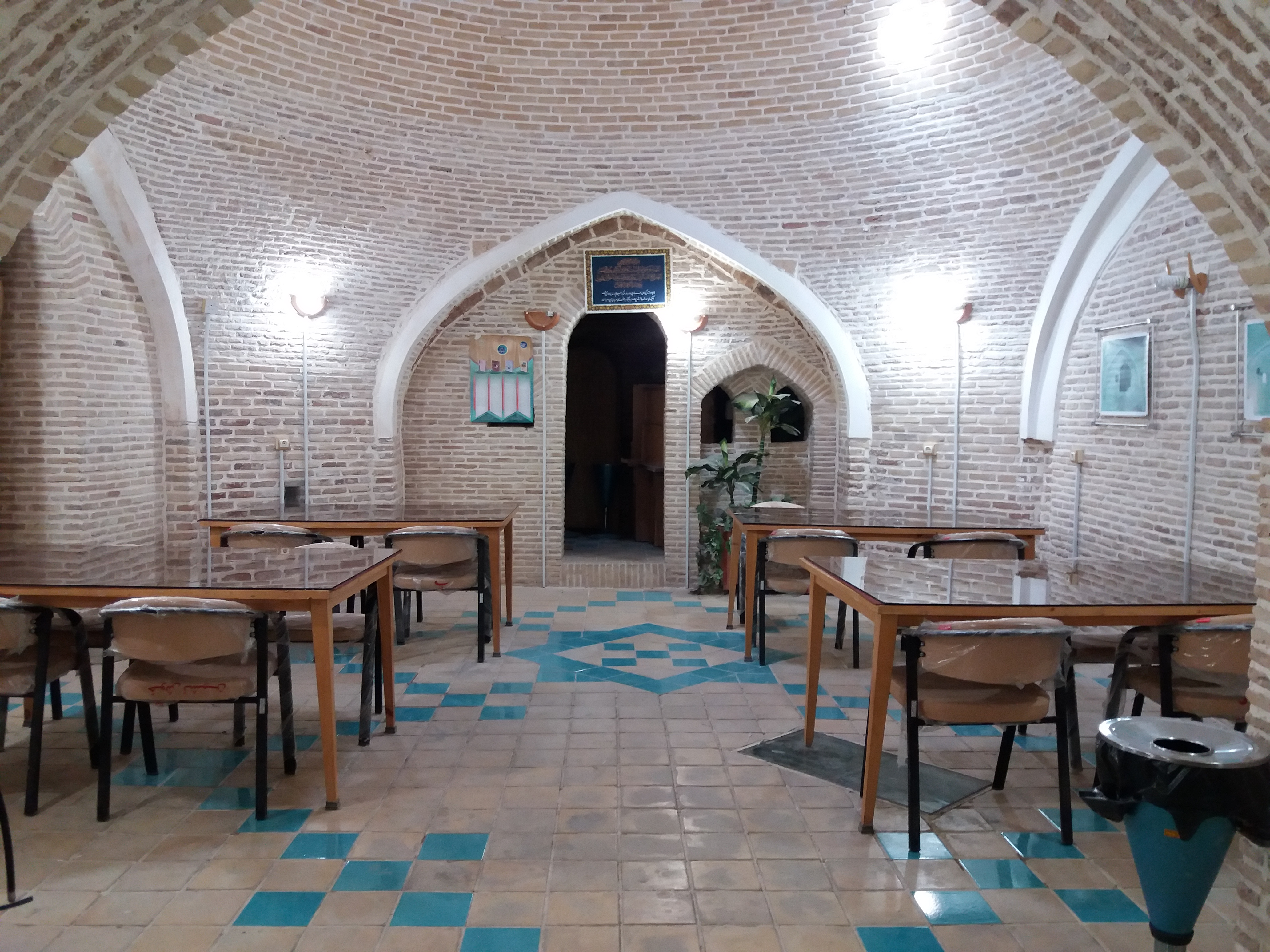
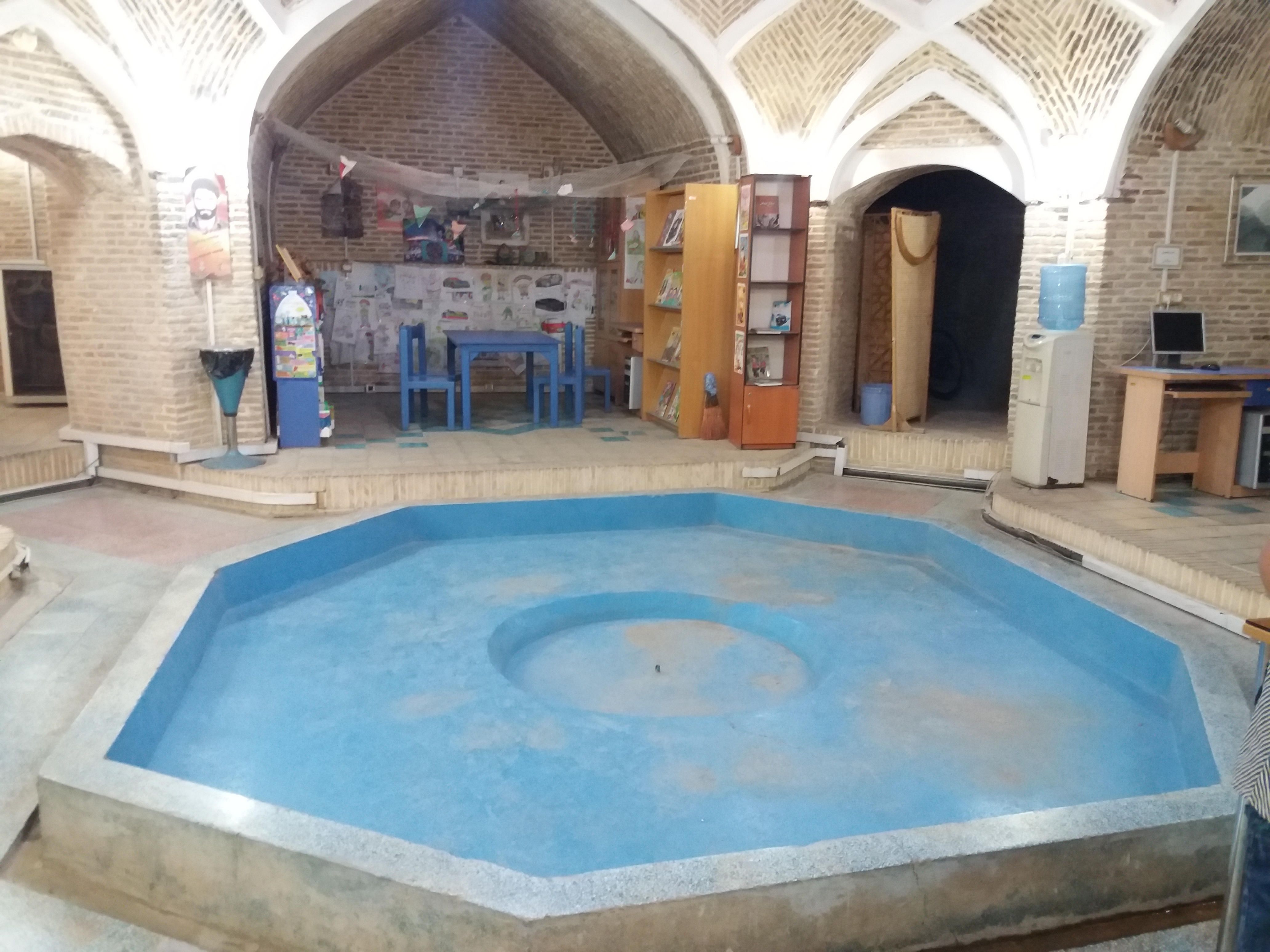
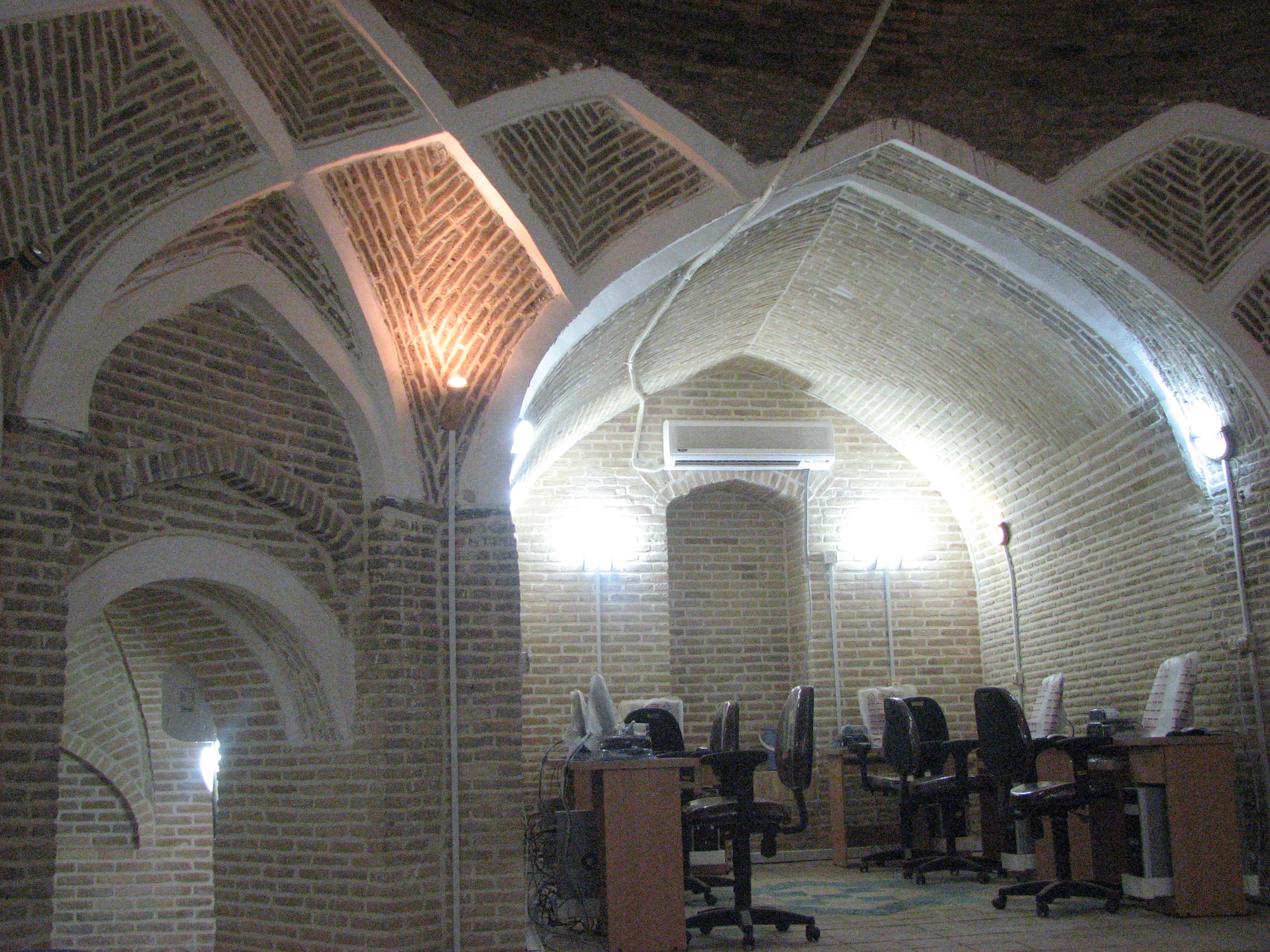
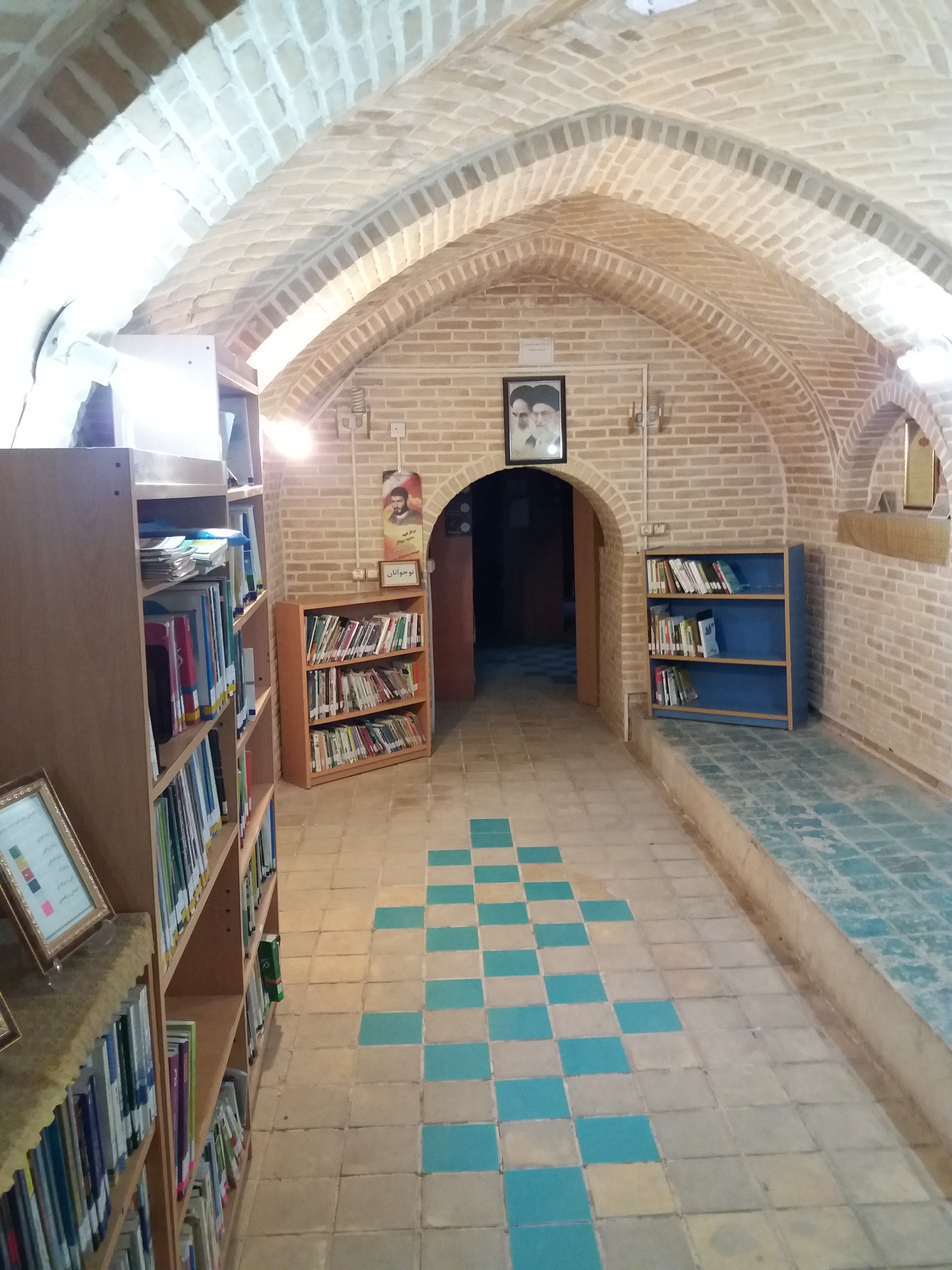
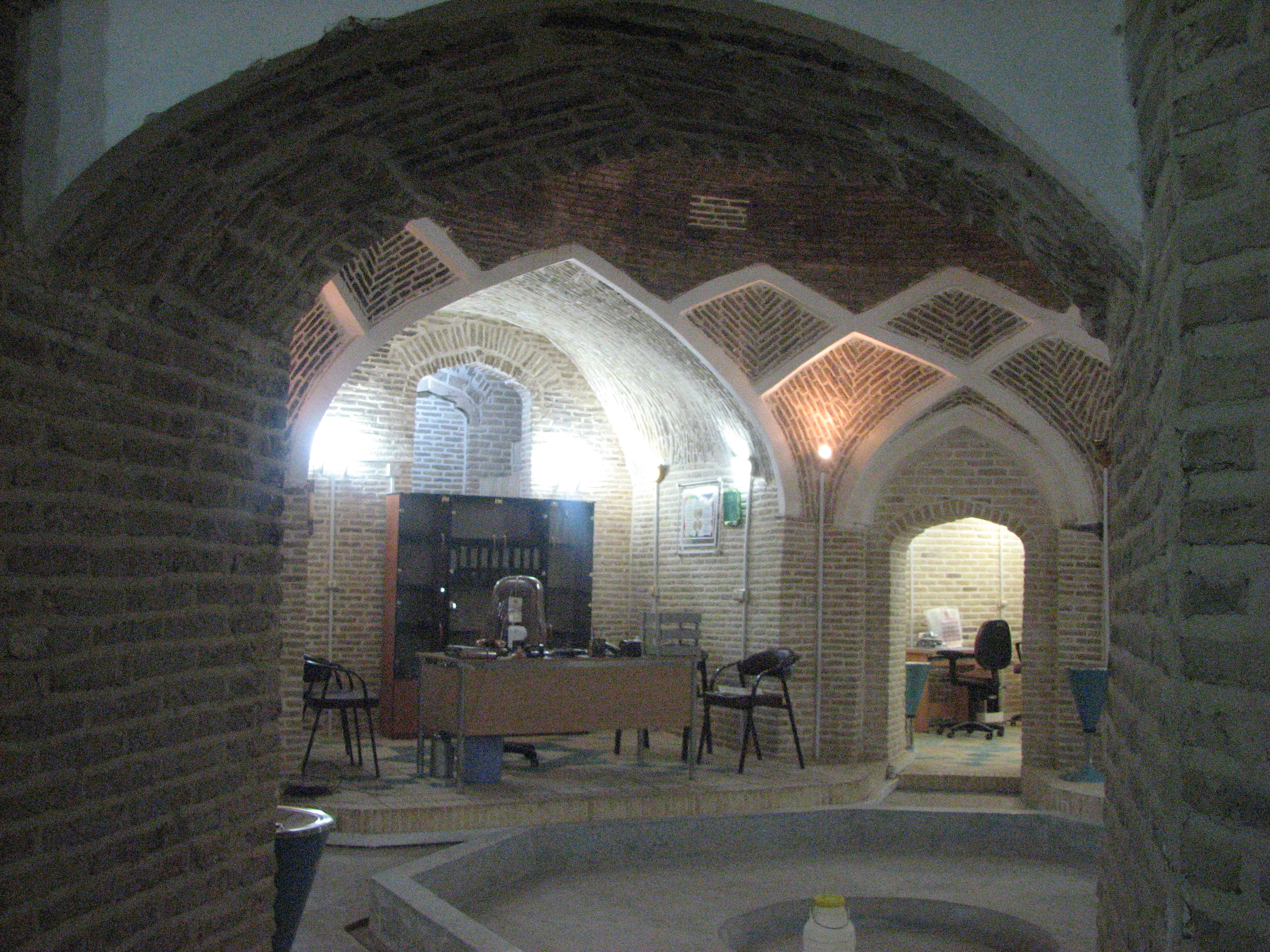
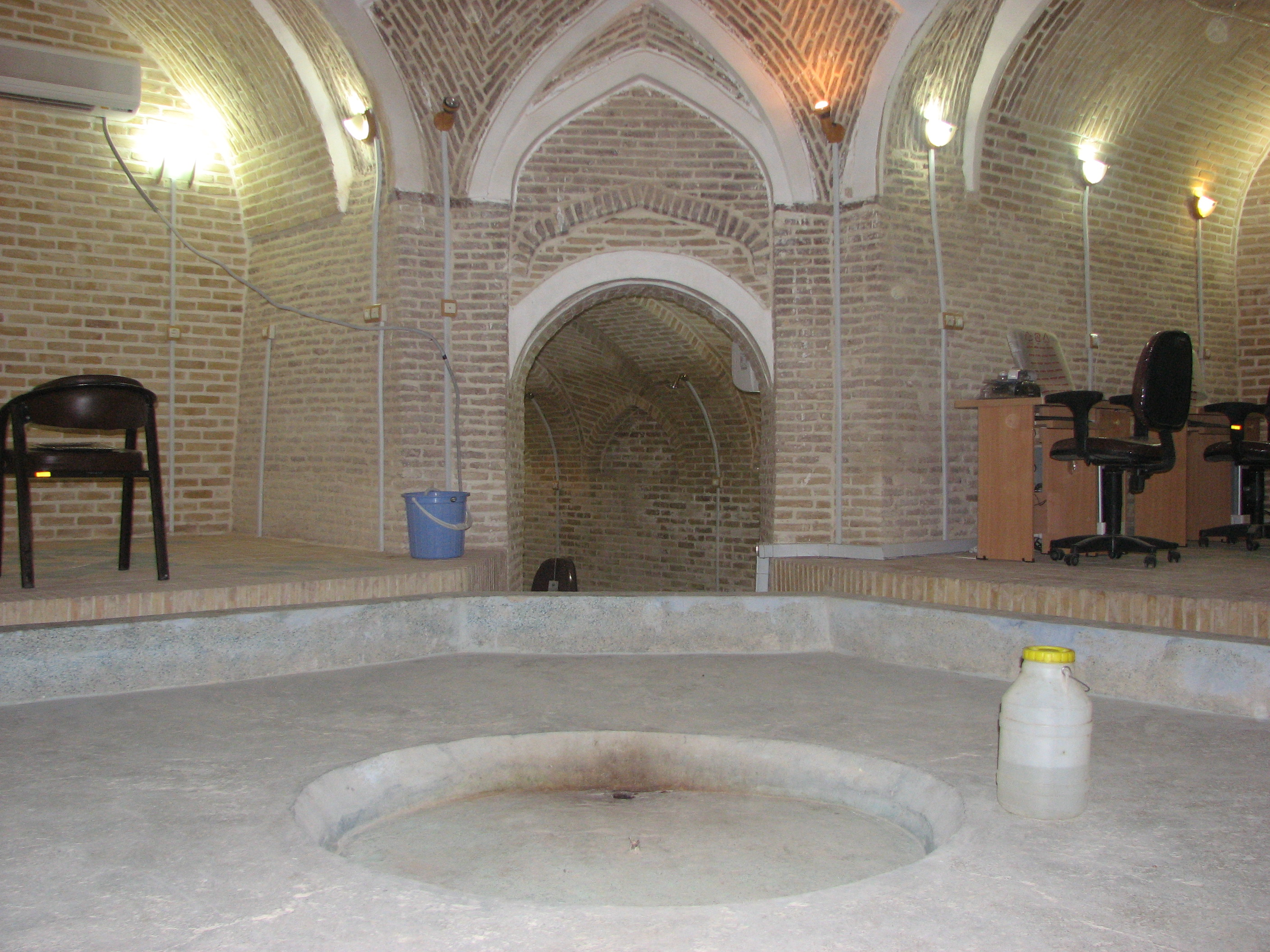